# A 2011-es Giro d’Italia szakaszai (1–11.)

A 2011-es Giro d’Italia május 7-én kezdődött és május 18-án fejeződött be.

## 1. szakasz
2011. május 7. —  Torino >  Torino — 19,3 km, csapatidőfutam 
| #   | Csapat              | Idő     |
| --- | ------------------- | ------- |
| 1.  | HTC-Highroad        | 20' 59" |
| 2.  | Team RadioShack     | + 10"   |
| 3.  | Liquigas-Cannondale | + 22"   |
| 4.  | Omega Pharma-Lotto  | + 22"   |
| 5.  | Team Garmin–Cervélo | + 24"   |
| 6.  | Lampre-ISD          | + 24"   |
| 7.  | Rabobank            | + 26"   |
| 8.  | Saxo Bank–Sungard   | + 30"   |
| 9.  | Sky Procycling      | + 37"   |
| 10. | Vacansoleil–DCM     | + 37"   |

| #   | Versenyző           | Csapat | Idő     |
| --- | ------------------- | ------ | ------- |
| 1.  | Marco Pinotti       | THR    | 20' 59" |
| 2.  | Lars Bak            | THR    | + 0"    |
| 3.  | Kanstantsin Sivtsov | THR    | + 0"    |
| 4.  | Mark Cavendish      | THR    | + 0"    |
| 5.  | Craig Lewis         | THR    | + 0"    |
| 6.  | Robert McEwen       | RSH    | + 10"   |
| 7.  | Tiago Machado       | RSH    | + 10"   |
| 8.  | Fumiyuki Beppu      | RSH    | + 10"   |
| 9.  | Bjorn Selander      | RSH    | + 10"   |
| 10. | Robert Hunter       | RSH    | + 10"   |

## 2. szakasz
2011. május 8. —  Alba >  Parma — 242 km, sík szakasz 
| #   | Versenyző           | Csapat | Idő        |
| --- | ------------------- | ------ | ---------- |
| 1.  | Alessandro Petacchi | LAM    | 5h 45' 40" |
| 2.  | Mark Cavendish      | THR    | + 0"       |
| 3.  | Manuel Belletti     | CSF    | + 0"       |
| 4.  | Roberto Ferrari     | AND    | + 0"       |
| 5.  | Borut Bozic         | VCD    | + 0"       |
| 6.  | Davide Apollonio    | SKY    | + 0"       |
| 7.  | Tyler Farrar        | GRM    | + 0"       |
| 8.  | Robert McEwen       | RSH    | + 0"       |
| 9.  | Wouter Weylandt     | LEO    | + 0"       |
| 10. | Matteo Montaguti    | ALM    | + 0"       |

| #   | Versenyző           | Csapat | Idő        |
| --- | ------------------- | ------ | ---------- |
| 1.  | Mark Cavendish      | THR    | 6h 06' 27" |
| 2.  | Kanstantsin Sivtsov | THR    | + 12"      |
| 3.  | Craig Lewis         | THR    | + 12"      |
| 4.  | Marco Pinotti       | THR    | + 12"      |
| 5.  | Lars Bak            | THR    | + 12"      |
| 6.  | Alessandro Petacchi | LAM    | + 16"      |
| 7.  | Robert McEwen       | RSH    | + 22"      |
| 8.  | Fumiyuki Beppu      | RSH    | + 22"      |
| 9.  | Jaroslav Popovich   | RSH    | + 22"      |
| 10. | Tiago Machado       | RSH    | + 22"      |

## 3. szakasz
2011. május 9. —  Reggio Emilia >  Rapallo — 173 km, sík szakasz 
| #   | Versenyző            | Csapat | Idő        |
| --- | -------------------- | ------ | ---------- |
| 1.  | Angel Vicioso Arcos  | AND    | 3h 57' 38" |
| 2.  | David Millar         | GRM    | + 0"       |
| 3.  | Pablo Lastras Garcia | MOV    | + 0"       |
| 4.  | Daniel Moreno        | KAT    | + 0"       |
| 5.  | Christophe Le Mevel  | GRM    | + 0"       |
| 6.  | Bram Tankink         | RAB    | + 12"      |
| 7.  | Jérome Pineau        | QST    | + 12"      |
| 8.  | Sacha Modolo         | CSF    | + 21"      |
| 9.  | Fabio Taborre        | ASA    | + 21"      |
| 10. | Matteo Montaguti     | ALM    | + 21"      |

| #   | Versenyző            | Csapat | Idő         |
| --- | -------------------- | ------ | ----------- |
| 1.  | David Millar         | GRM    | 10h 04' 29" |
| 2.  | Ángel Vicioso Arcos  | AND    | + 7"        |
| 3.  | Kanstantsin Sivtsov  | THR    | + 9"        |
| 4.  | Marco Pinotti        | THR    | + 9"        |
| 5.  | Craig Lewis          | THR    | + 9"        |
| 6.  | Christophe Le Mevel  | GRM    | + 12"       |
| 7.  | Alessandro Petacchi  | LAM    | + 13"       |
| 8.  | Pablo Lastras Garcia | MOV    | + 18"       |
| 9.  | Jaroslav Popovich    | RSH    | + 19"       |
| 10. | Tiago Machado        | RSH    | + 19"       |

## 4. szakasz
2011. május 10. —  Genova >  Livorno — 216 km, sík szakasz 

A szakasz eredményét törölték.

## 5. szakasz
2011. május 11. —  Piombino >  Orvieto — 173 km, dombos szakasz 
| #   | Versenyző                | Csapat | Idő        |
| --- | ------------------------ | ------ | ---------- |
| 1.  | Pieter Weening           | RAB    | 4h 54' 49" |
| 2.  | Fabio Andres Duarte      | GEO    | + 8"       |
| 3.  | José Rodolfo Serpa Perez | AND    | + 8"       |
| 4.  | Christophe Le Mevel      | GRM    | + 8"       |
| 5.  | Oscar Gatto              | FAR    | + 8"       |
| 6.  | Vincenzo Nibali          | LIQ    | + 8"       |
| 7.  | Alberto Contador         | SBS    | + 8"       |
| 8.  | Michele Scarponi         | LAM    | + 8"       |
| 9.  | Joaquim Rodriguez        | KAT    | + 8"       |
| 10. | Roman Kreuziger          | AST    | + 8"       |

| #   | Versenyző                | Csapat | Idő         |
| --- | ------------------------ | ------ | ----------- |
| 1.  | Pieter Weening           | RAB    | 14h 59' 33" |
| 2.  | Marco Pinotti            | THR    | + 2"        |
| 3.  | Kanstantsin Sivtsov      | THR    | + 2"        |
| 4.  | Christophe Le Mevel      | GRM    | + 5"        |
| 5.  | Pablo Lastras Garcia     | MOV    | + 22"       |
| 6.  | Vincenzo Nibali          | LIQ    | + 24"       |
| 7.  | Michele Scarponi         | LAM    | + 26"       |
| 8.  | Steven Kruijswijk        | RAB    | + 18"       |
| 9.  | Alberto Contador         | SBS    | + 30"       |
| 10. | José Rodolfo Serpa Perez | AND    | + 33"       |

## 6. szakasz
2011. május 12. —  Orvieto >  Fiuggi — 216 km, dombos szakasz 
| #   | Versenyző              | Csapat | Idő        |
| --- | ---------------------- | ------ | ---------- |
| 1.  | Francisco José Ventoso | MOV    | 5h 15' 39" |
| 2.  | Alessandro Petacchi    | LAM    | + 0"       |
| 3.  | Roberto Ferrari        | AND    | + 0"       |
| 4.  | Danilo Di Luca         | KAT    | + 0"       |
| 5.  | Davide Apollonio       | SKY    | + 0"       |
| 6.  | Michele Scarponi       | LAM    | + 0"       |
| 7.  | Christophe Le Mevel    | GRM    | + 0"       |
| 8.  | Gerald Ciolek          | QST    | + 0"       |
| 9.  | Paolo Tiralongo        | AST    | + 0"       |
| 10. | Ruggero Marzoli        | ASA    | + 0"       |

| #   | Versenyző                | Csapat | Idő         |
| --- | ------------------------ | ------ | ----------- |
| 1.  | Pieter Weening           | RAB    | 20h 15' 12" |
| 2.  | Kanstantsin Sivtsov      | THR    | + 2"        |
| 3.  | Marco Pinotti            | THR    | + 2"        |
| 4.  | Christophe Le Mevel      | GRM    | + 5"        |
| 5.  | Pablo Lastras Garcia     | MOV    | + 22"       |
| 6.  | Vincenzo Nibali          | LIQ    | + 24"       |
| 7.  | Michele Scarponi         | LAM    | + 26"       |
| 8.  | Steven Kruijswijk        | RAB    | + 28"       |
| 9.  | Alberto Contador         | SBS    | + 30"       |
| 10. | José Rodolfo Serpa Perez | AND    | + 33"       |

## 7. szakasz
2011. május 13. —  Maddaloni >  Montevergine di Mercogliano — 110 km, hegyi szakasz 
| #   | Versenyző           | Csapat | Idő        |
| --- | ------------------- | ------ | ---------- |
| 1.  | Bart De Clerq       | OLO    | 2h 54' 47" |
| 2.  | Michele Scarponi    | LAM    | + 0"       |
| 3.  | Roman Kreuziger     | AST    | + 0"       |
| 4.  | Stefano Garzelli    | ASA    | + 0"       |
| 5.  | Vincenzo Nibali     | LIQ    | + 0"       |
| 6.  | Joaquin Rodriguez   | KAT    | + 0"       |
| 7.  | José Rujano Guillen | AND    | + 0"       |
| 8.  | Dario Cataldo       | QST    | + 0"       |
| 9.  | Alberto Contador    | SBS    | + 0"       |
| 10. | Christophe Le Mevel | GRM    | + 0"       |

| #   | Versenyző                | Csapat | Idő         |
| --- | ------------------------ | ------ | ----------- |
| 1.  | Pieter Weening           | RAB    | 23h 09' 59" |
| 2.  | Kanstantsin Sivtsov      | THR    | + 2"        |
| 3.  | Marco Pinotti            | THR    | + 2"        |
| 4.  | Christophe Le Mevel      | GRM    | + 5"        |
| 5.  | Michele Scarponi         | LAM    | + 14"       |
| 6.  | Pablo Lastras Garcia     | MOV    | + 22"       |
| 7.  | Vincenzo Nibali          | LIQ    | + 24"       |
| 8.  | Steven Kruijswijk        | RAB    | + 28"       |
| 9.  | Alberto Contador         | SBS    | + 30"       |
| 10. | José Rodolfo Serpa Perez | AND    | + 33"       |

## 8. szakasz
2011. május 14. —  Sapri >  Tropea — 217 km, sík szakasz 
| #   | Versenyző              | Csapat | Idő        |
| --- | ---------------------- | ------ | ---------- |
| 1.  | Oscar Gatto            | FAR    | 4h 59' 45" |
| 2.  | Alberto Contador       | SBS    | + 0"       |
| 3.  | Alessandro Petacchi    | LAM    | + 5"       |
| 4.  | Alexander Kristoff     | BMC    | + 5"       |
| 5.  | Roberto Ferrari        | AND    | + 5"       |
| 6.  | Davide Apollonio       | SKY    | + 5"       |
| 7.  | Francisco José Ventoso | MOV    | + 5"       |
| 8.  | Rinaldo Nocentini      | ALM    | + 5"       |
| 9.  | Christophe Le Mevel    | GRM    | + 5"       |
| 10. | Klaas Lodewyck         | OLO    | + 5"       |

| #   | Versenyző                | Csapat | Idő         |
| --- | ------------------------ | ------ | ----------- |
| 1.  | Pieter Weening           | RAB    | 28h 09' 49" |
| 2.  | Kanstantsin Sivtsov      | THR    | + 2"        |
| 3.  | Marco Pinotti            | THR    | + 2"        |
| 4.  | Christophe Le Mevel      | GRM    | + 5"        |
| 5.  | Alberto Contador         | SBS    | + 13"       |
| 6.  | Michele Scarponi         | LAM    | + 14"       |
| 7.  | Pablo Lastras Garcia     | MOV    | + 22"       |
| 8.  | Vincenzo Nibali          | LIQ    | + 24"       |
| 9.  | Steven Kruijswijk        | RAB    | + 28"       |
| 10. | José Rodolfo Serpa Perez | AND    | + 33"       |

## 9. szakasz
2011. május 15. —  Messina >  Etna — 169 km, hegyi szakasz 
| #   | Versenyző           | Csapat | Idő        |
| --- | ------------------- | ------ | ---------- |
| 1.  | Alberto Contador    | SBS    | 4h 54' 09" |
| 2.  | José Rujano Guillen | AND    | + 3"       |
| 3.  | Stefano Garzelli    | ASA    | + 50"      |
| 4.  | Vincenzo Nibali     | LIQ    | + 50"      |
| 5.  | Roman Kreuziger     | AST    | + 50"      |
| 6.  | David Arroyo        | MOV    | + 50"      |
| 7.  | Kanstantsin Sivtsov | THR    | + 50"      |
| 8.  | Igor Antón          | EUS    | + 59"      |
| 9.  | John Gadret         | ALM    | + 1' 07"   |
| 10. | Hubert Dupont       | ALM    | + 1' 07"   |

| #   | Versenyző                | Csapat | Idő         |
| --- | ------------------------ | ------ | ----------- |
| 1.  | Alberto Contador         | SBS    | 33h 03' 51" |
| 2.  | Kanstantsin Sivtsov      | THR    | + 59"       |
| 3.  | Christophe Le Mevel      | GRM    | + 1' 19"    |
| 4.  | Vincenzo Nibali          | LIQ    | + 1' 21"    |
| 5.  | Michele Scarponi         | LAM    | + 1' 28"    |
| 6.  | David Arroyo             | MOV    | + 1' 37"    |
| 7.  | Roman Kreuziger          | AST    | + 1' 41"    |
| 8.  | José Rodolfo Serpa Perez | AND    | + 1' 47"    |
| 9.  | Dario Cataldo            | QST    | + 2' 21"    |
| 10. | Matteo Carrara           | VCD    | + 2' 21"    |

## 10. szakasz
2011. május 17. —  Termoli >  Teramo — 159 km, sík szakasz 
| #   | Versenyző              | Csapat | Idő        |
| --- | ---------------------- | ------ | ---------- |
| 1.  | Mark Cavendish         | THR    | 4h 00' 49" |
| 2.  | Fransisco Jose Ventoso | MOV    | + 0"       |
| 3.  | Alessandro Petacchi    | LAM    | + 0"       |
| 4.  | Roberto Ferrari        | AND    | + 0"       |
| 5.  | Davide Apollonio       | SKY    | + 0"       |
| 6.  | Francesco Chicchi      | QST    | + 0"       |
| 7.  | Klaas Lodewyck         | OLO    | + 0"       |
| 8.  | Sacha Modolo           | CSF    | + 0"       |
| 9.  | Alexander Kristoff     | BMC    | + 0"       |
| 10. | Oscar Gatto            | ALM    | + 0"       |

| #   | Versenyző                | Csapat | Idő         |
| --- | ------------------------ | ------ | ----------- |
| 1.  | Alberto Contador         | SBS    | 37h 04' 40" |
| 2.  | Kanstantsin Sivtsov      | THR    | + 59"       |
| 3.  | Christophe Le Mevel      | GRM    | + 1' 19"    |
| 4.  | Vincenzo Nibali          | LIQ    | + 1' 21"    |
| 5.  | Michele Scarponi         | LAM    | + 1' 28"    |
| 6.  | David Arroyo             | MOV    | + 1' 37"    |
| 7.  | Roman Kreuziger          | AST    | + 1' 41"    |
| 8.  | José Rodolfo Serpa Perez | AND    | + 1' 47"    |
| 9.  | Dario Cataldo            | QST    | + 2' 21"    |
| 10. | Matteo Carrara           | VCD    | + 2' 21"    |

## 11. szakasz
2011. május 18. —  Tortoreto Lido >  Castelfidardo — 142 km, dombos szakasz 
| #   | Versenyző                | Csapat | Idő        |
| --- | ------------------------ | ------ | ---------- |
| 1.  | John Gadret              | ALM    | 3h 33' 11" |
| 2.  | Joaquim Rodriguez        | KAT    | + 0"       |
| 3.  | Giovanni Visconti        | FAR    | + 0"       |
| 4.  | José Rodolfo Serpa Perez | AND    | + 0"       |
| 5.  | Alberto Contador         | SBS    | + 0"       |
| 6.  | Roman Kreuziger          | AST    | + 0"       |
| 7.  | Dario Cataldo            | QST    | + 0"       |
| 8.  | Michele Scarponi         | LAM    | + 0"       |
| 9.  | Pablo Lastras Garcia     | MOV    | + 0"       |
| 10. | Vincenzo Nibali          | LIQ    | + 0"       |

| #   | Versenyző                | Csapat | Idő         |
| --- | ------------------------ | ------ | ----------- |
| 1.  | Alberto Contador         | SBS    | 40h 37' 51" |
| 2.  | Kanstantsin Sivtsov      | THR    | + 59"       |
| 3.  | Vincenzo Nibali          | LIQ    | + 1' 21"    |
| 4.  | Christophe Le Mevel      | GRM    | + 1' 28"    |
| 5.  | Michele Scarponi         | LAM    | + 1' 28"    |
| 6.  | David Arroyo             | MOV    | + 1' 37"    |
| 7.  | Roman Kreuziger          | AST    | + 1' 41"    |
| 8.  | José Rodolfo Serpa Perez | AND    | + 1' 47"    |
| 9.  | Dario Cataldo            | QST    | + 2' 21"    |
| 10. | Matteo Carrara           | VCD    | + 2' 21"    |